# Mzoli's
Mzoli's is een slagerij, 'braai'-restaurant en houseclub in Gugulethu, een zwarte township van Kaapstad. Het restaurant, dat  nabij Kaapstad Internationale Luchthaven ligt, werd in 2003 geopend met ondersteuning van de Development Bank of South Africa, en het groeide sindsdien uit tot een hippe plaats voor de lokale bevolking en toeristen. Het restaurant is genoemd naar de eigenaar en oprichter, Mzoli Ngcawuzele.
Bezoekers kunnen in de slagerij vlees kiezen uit een toonbank. Ze rekenen af en gaan dan met de schaal rauw vlees naar de barbecuekeuken. Terwijl er gebraaid wordt kan er "mieliepap" (pap van suikermaïs) en chakalaka (een pikante saus op basis van tomaten) besteld worden als aanvulling op de vleesmaaltijd. Er zijn geen borden en bestek. Na het braaien kan het vlees opgegeten worden op het overdekte terras buiten. Daar zorgen de dj's en een dansende menigte voor de sfeer.